# Paul Bitok
Paul Bitok, född den 26 juni 1970, är en kenyansk före detta friidrottare som tävlade i medeldistanslöpning. Är gift med Pauline Konga som vann olympiskt silver på 5 000 meter vid Olympiska sommarspelen 1996.
Bitoks genombrott kom när han oväntat vann silver på 5 000 meter vid Olympiska sommarspelen 1992 efter tysken Dieter Baumann. Vid VM 1993 var han i final på 5 000 meter och slutade då åtta. Vid OS 1996 i Atlanta blev han åter silvermedaljör denna gång slagen av Vénuste Niyongabo. 
Han blev även silvermedaljör på 3 000 meter vid inomhus-VM 1997, denna gång efter Haile Gebrselassie. Utomhus samma år hamnade han bara på plats 13 på 5 000 meter vid VM i Aten. 
1999 försvarade han sitt silver vid inomhus-VM återigen var det Gebrselassie som vann guldet. 
Han sista stora mästerskap var Afrikanska mästerskapen 2002 då han vann guld på 5 000 meter. 

## Personliga rekord
- 3 000 meter - 7.28,41
- 5 000 meter - 12.58,94